# Bohrwiderstandsmessung

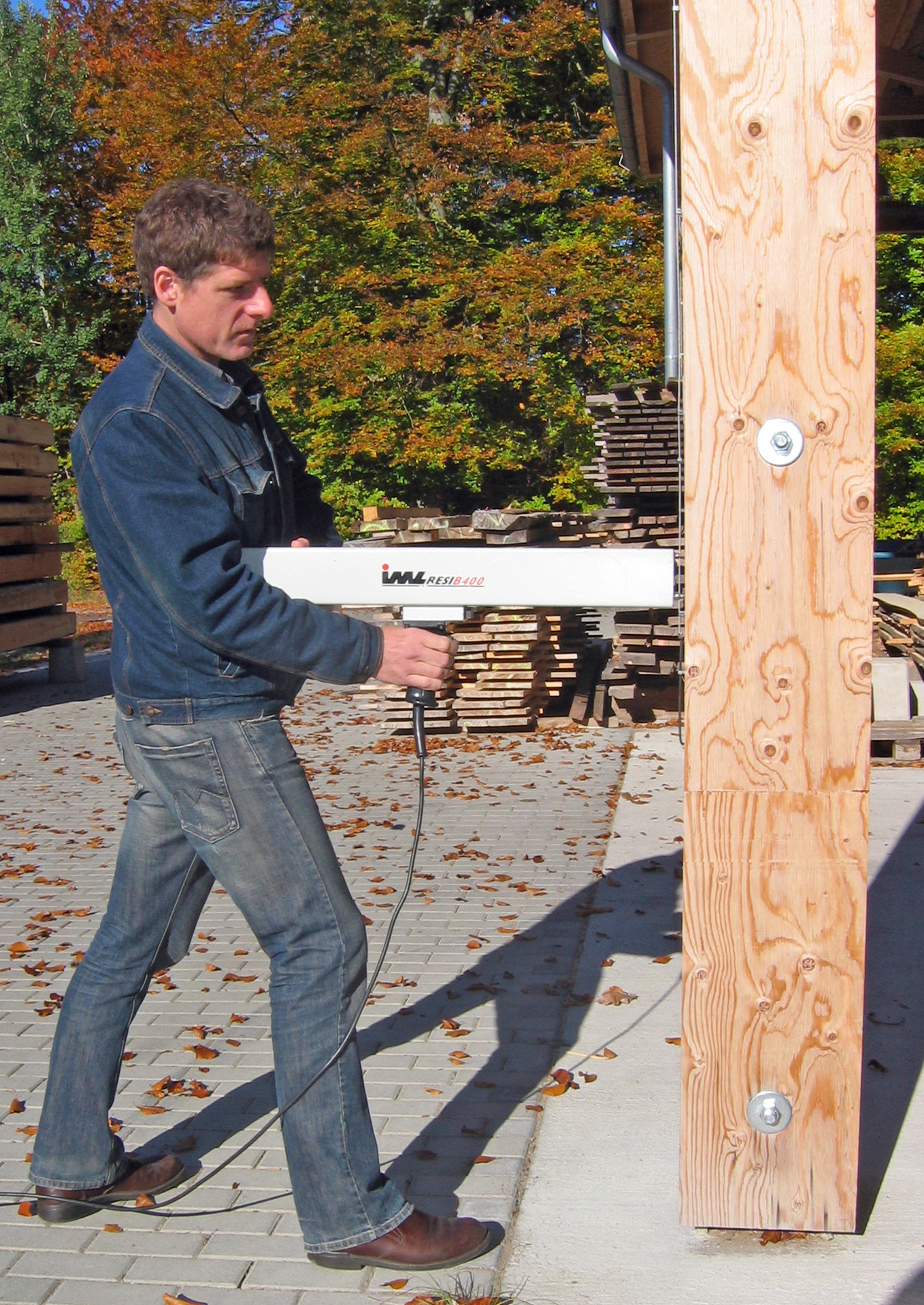
Bauwerksuntersuchung mit dem Bohrwiderstandsmessgerät IML-RESI B400

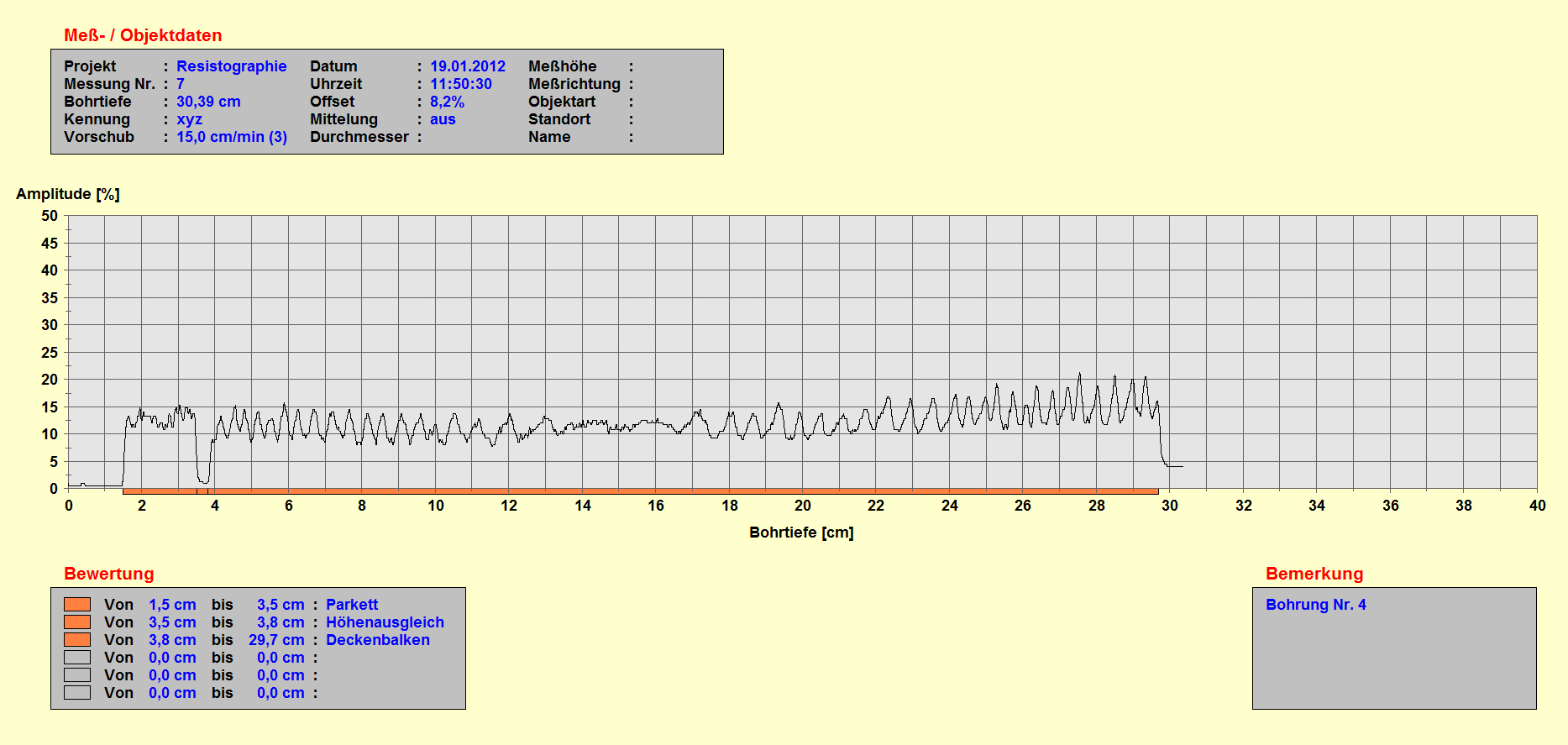
Bohrwiderstandsmessung bei einem gesunden Holzquerschnitt

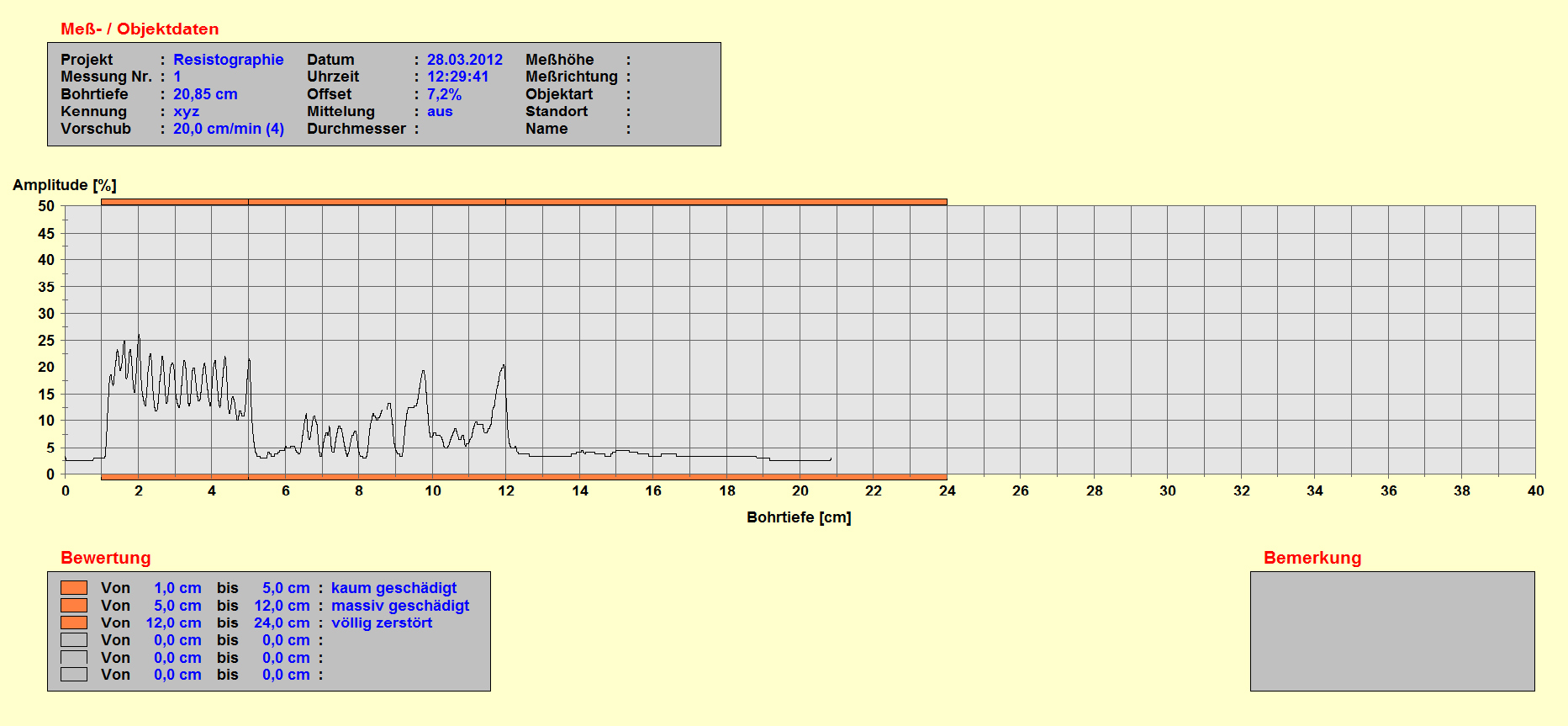
Bohrwiderstandsmessung bei einem schwer geschädigten Holzquerschnitt:
• bis 5 cm: kaum geschädigt
• 5 bis 12 cm: massiv geschädigt
• ab 12 cm: völlig zerstörte Holzstruktur
Diese Schädigung ist von außen nicht erkennbar.

Die Bohrwiderstandsmessung ist eine Untersuchung von Bäumen und Hölzern durch Messung des benötigten Drehmoments im Bohrweg einer dünnen Bohrung. Das gemessene Drehmoment ergibt eine zur Dichte linear korrelierende Messkurve.
Die Methode wird zu Baumuntersuchungen, Baumpflege und -kontrolle, Spielgeräte- und Holzmastenkontrolle, Fachwerk- und Konstruktionsholzuntersuchungen wie die Holzbrückenkontrolle verwendet. Bohrwiderstandsmessgeräte kommen bei Schnittholz ebenso zur Anwendung wie an lebenden Bäumen.

## Funktionsweise
Eine lange, dünne Nadel (Schaftdurchmesser meist 1,5 und Kopfdurchmesser 3 mm) wird in das Holz gebohrt. Gemessen, aufgezeichnet, gespeichert und ausgedruckt wird die elektrische Leistung des einen oder der beiden, die Nadel antreibenden Motoren. Bei geeigneter Wahl der Motoren und elektronischen Ansteuerung entspricht diese Leistungsaufnahme dem Drehmoment an der Nadel, das wiederum vor allem dem mechanischen Eindringwiderstand an der breiteren Nadelspitze entspricht. Die auf diese Weise erzielten Messwerte korrelieren mit der Dichte des durchbohrten Holzes (r²>0,9), sowohl beim trockenen als auch im grünen Holz. Die Messprofile geben also den Verlauf der Rohdichte des Holzes entlang des Bohrweges wieder. Die sich ergebenden Bohrprofile spiegeln die relative Dichteverteilung des Holzes wider.
Nach entsprechender Schulung können, basierend auf Holzanatomie und Biomechanik, aus den Messkurven Aussagen über den inneren Zustand des Holzes getroffen werden, u. a. über Druckholz, Fäule, Hohlräume, Risse und andere innere Defekte sowie über den Jahrringzuwachs.
Bohrwiderstandsmessungen mittels entsprechender Messgeräte werden von Materialprüfanstalten und Spezialbetrieben durchgeführt.

## Nachteile
Wie bei allen bohrenden Untersuchungsverfahren wird das zu untersuchende Material geschädigt. Zudem handelt es sich bei einer Einzelmessung um eine Stichprobe, präzise Aussagen erfordern (je nach Holzkörper) eine Vielzahl von Bohrungen an unterschiedlichen Stellen. Damit muss eine nennenswerte Schädigung des Holzkörpers in Kauf genommen werden.

## Begriff
Frank Rinn hat in den 1990er Jahren den Begriff Resistograph für Bohrwiderstandsmessgeräte in Deutschland markenrechtlich schützen lassen (Wortmarke).